# Juego de Tronos (juego de mesa)
Juego de Tronos, el juego de tablero es un juego de mesa de estrategia creado por Christian T. Petersen y comercializado por Fantasy Flight Games en 2003 El juego está basado en la serie de libros de fantasía Canción de Hielo y Fuego de George R. R. Martin. El juego tiene cuatro expansiones, Choque de Reyes (2004), Tormenta de Espadas (2006), Danza de Dragones y Festín de Cuervos. 
Juego de Tronos permite a los jugadores elegir entre varias de las Grandes Casas que luchan por el control de los Siete Reinos, incluyendo la Casa Stark, la Casa Lannister, Casa Baratheon, Casa Greyjoy, Casa Tyrell y la expansión Choque de Reyes, Casa Martell. Los jugadores controlan ejércitos para asegurar el apoyo de las distintas regiones que conforman los Siete Reinos con el fin de atraer el apoyo suficiente para reclamar el Trono de Hierro. La mecánica básica del juego está basada en la estrategia, con un menor componente de azar que en otros juegos de guerra como el Risk. 
En 2004, el juego de tronos ganó tres Origins Award al mejor juego de mesa tradicional, mejor diseño de juego de mesa y el mejor juego de 2003.
Una segunda edición del juego (la única a la venta en España) se comercializó en 2011.

## Casas
- Casa Baratheon
- Casa Greyjoy
- Casa Lannister
- Casa Martell (a partir de la segunda edición)
- Casa Stark
- Casa Tyrell

## Resumen del juego
A la cabeza de sus ejércitos, los jugadores compiten por el control de las principales ciudades de Poniente. Cada jugador decide en secreto órdenes que él da a sus tropas y todas las órdenes se ejecutan. Los ejércitos pueden atacar, defender, mover, apoyar a otros ejércitos en combate, o acosar a los territorios vecinos ocupados por el enemigo para imposibilitar sus órdenes. En un mecanismo similar al del juego de Dune, el resultado de las batallas está determinado por la fuerza de las tropas que participan en ambos lados, pero también por cartas específicas de cada casa, que representan los personajes más importantes de las novelas. 
El juego está marcado por los acontecimientos al azar de cada ronda, lo que puede influir en la batalla y cambiar el equilibrio de poder entre los jugadores. 
Paralelamente a las batallas, gracias a los puntos se pueden lograr mediante el control de los territorios, los jugadores también podrán competir por tener poder sobre tres factores: 
- Medidor del Trono de Hierro: define el orden de juego. Además, el que ocupa la primera posición posee la ficha del Trono de Hierro, que le permite decidir el vencedor en todos los empates (exceptuando los ocurridos en batallas).
- Medidor de los Feudos: define el vencedor en caso de empates en las batallas, siendo el vencedor aquel que se encuentre más cerca de la primera posición. Adicionalmente, el que ocupe la primera posición poseerá la ficha de Espada de Acero Valyrio, que le permitirá influir positivamente en las batallas que libre.
- Medidor de la Corte del Rey: define el número de acciones especiales que cada casa puede llevar a cabo, indicado por el número de estrellas que tenga cada posición del marcador. Adicionalmente, el jugador que ocupe la primera posición poseerá la ficha del Cuervo Mensajero, que le permitirá modificar una de sus acciones planificadas o echarle un vistazo a la siguiente carta de ataque de los Salvajes.

Por último, los jugadores también deben garantizar la logística de sus tropas en cuanto a suministros, que dependen del tamaño máximo de los ejércitos pueden controlar un jugador. 
Así que este es un juego de conquista, estrategia y farol.

## Expansiones
- Choque de reyes: Lanzada en 2004, añade elementos como la Casa Martell o nuevas reglas para los puertos. Se integra en el juego a partir de la segunda edición. Está basada en el segundo libro de la saga.
- Tormenta de espadas: Lanzada en 2006, añade variaciones a las reglas del juego, con o sin la expansión anterior, tales como nuevas cartas. Está basada en el tercer libro de la saga.
- Danza de dragones: Añade 42 nuevas cartas de casa, para una mayor profundidad estratégica. Está especialmente pensada para 6 jugadores. Está basada en el quinto libro de la saga.
- Festín de cuervos: Permite partidas más cortas para 4 jugadores e incluye a la Casa Arryn. Está basada en el cuarto libro de la saga.

En España, el juego se vende en su segunda edición, que incorpora las dos primeras expansiones.

## Ediciones del juego

### Segunda edición
En 2011 se lanzó una segunda edición con cambios menores, que además incorpora al juego los elementos de las dos primeras expansiones, como la posibilidad de jugar con la Casa Martell.

### Ediciones en España
En España, la primera edición fue comercializada por Devir. Posteriormente, y debido al gran éxito de los libros y de la serie, Edge Entertainment adquirió los derechos de la segunda edición, que incluye las dos expansiones que salieron para la primera, Choque de Reyes y Tormenta de Espadas.
- Datos: Q1755280
- Multimedia: A Game of Thrones (board game) / Q1755280